# Lorenz Leopold Haschka

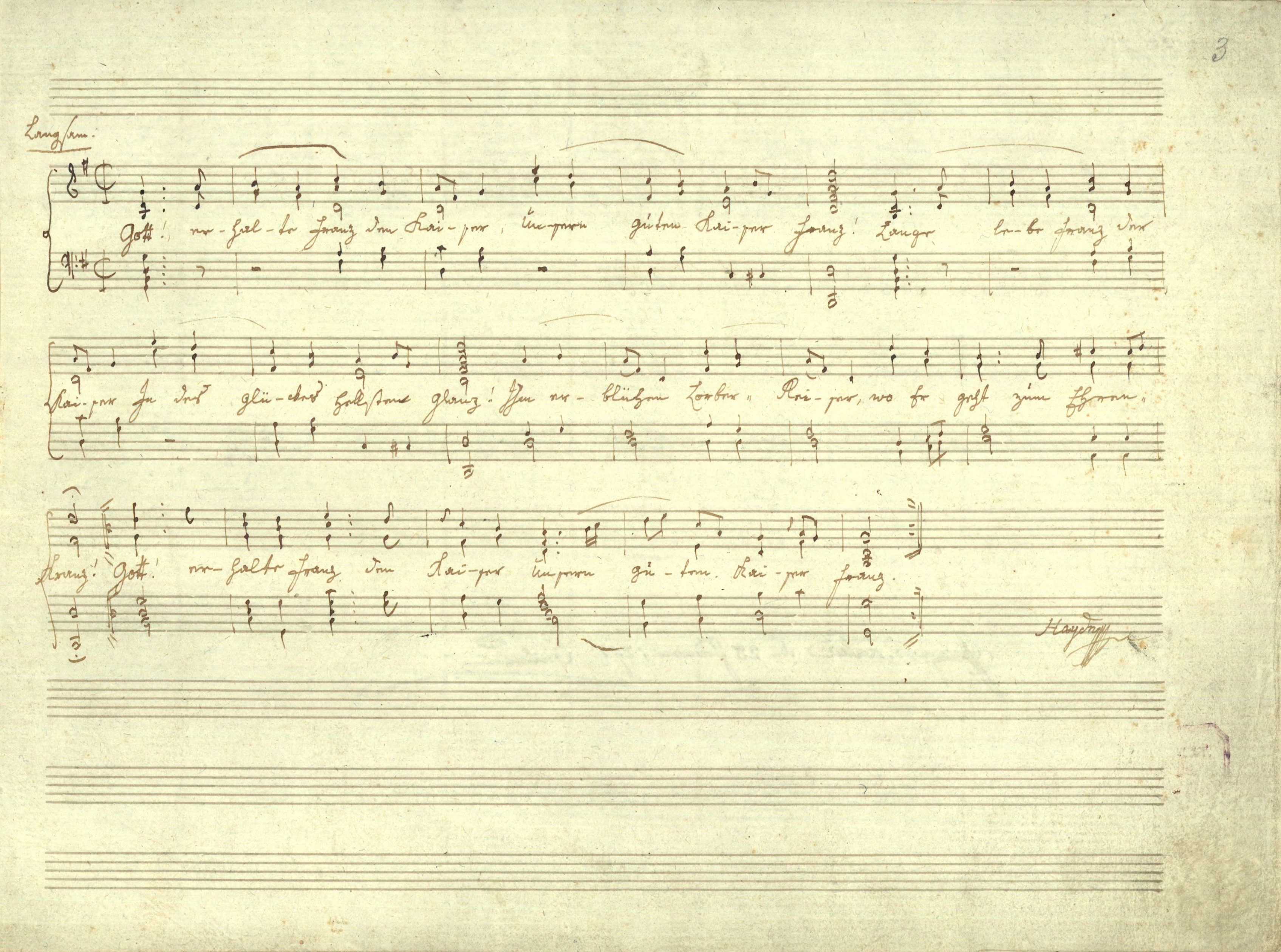
Noty i text Rakouské císařské hymny

Lorenz Leopold Haschka (1. září 1749, Vídeň – 3. srpna 1827, tamtéž) byl rakouský básník. Je znám svým autorstvím textu Rakouské císařské hymny Gott erhalte Franz, den Kaiser, v České republice známé jako Zachovej nám, Hospodine.

## Život
Lorenz Leopold Haschka nejdříve studoval humanismus a poté se stal jezuitou. Do roku 1773 pracoval jako kantor na gymnáziu ve Wormsu. Nakonec se vrátil do Vídně, kde poskytoval hodiny metriky básníkovi Johannu Baptistu von Alxinger.
Johann Baptist von Alxinger mu byl za jeho provedené hodiny velice vděčný a zaplatil mu 10 000 zlatých, čímž se Haschka zbavil finančních potíží. Roku 1797 si od něj předseda vlády objednal báseň, která by pak měla býti zhudebněna a stala by se rakouskou hymnou. Autorem písně byl známý rakouský komponista Josef Haydn.
Roku 1780 byl svobodným zednářem v lóži Zum helligen Joseph ve Vídni. Léta páně 1797 se stal kurátorem vídeňské univerzitní knihovny a později profesorem estetiky na vídeňském Terezianum (1798–1822).
Haschka byl stálým štamgastou v té době známé vídeňské kavárny Kramerschen Kaffeehaus.
Roku 1894 byla na jeho čest po něm pojmenována ulice ve Vídni, a to v Meidlingu.